# 王守竞
王守竞（1904年—1984年），男，江苏吴县人，中国原子分子物理学家。

## 家族
祖父王颂蔚，祖母王谢长达。伯父王季烈。父亲王季同，兄弟姐妹王淑贞、王明贞、王守璨、王守融、王守武、王守觉等。